# جيني تومبسون
جيني تومبسون (Jenny Thompson) هي لاعبة أولمبية لرياضة السباحة من الولايات المتحدة. شاركت في الأولمبياد الصيفي في 1992–2004، وفازت بما مجموعه 12 ميدالية.

## الميداليات
| ذهب | فضة | برونز | المجموع |
| 8   | 3   | 1     | 12      |

## روابط خارجية
- جيني تومبسون على موقع الاتحاد الدولي للسباحة (الإنجليزية)
- جيني تومبسون على موقع SwimRankings.net (الإنجليزية)
- جيني تومبسون على موقع قاعة مشاهير السباحة العالمية (الإنجليزية)
- جيني تومبسون على موقع اللجنة الأولمبية الدولية (الإنجليزية)
- جيني تومبسون على موقع أوليمبيديا (الإنجليزية)